# بيت عبيد (الحيمة الداخلية)

تعديل مصدري - تعديل

بيت عبيد هي إحدى قرى عزلة الحدب بمديرية الحيمة الداخلية التابعة لمحافظة صنعاء، بلغ تعداد سكانها 306 نسمة حسب تعداد اليمن لعام 2004.